# بالزولا
بالزولا (بالإيطالية: Balzola)‏ هي بلدية في مقاطعة ألساندريا في إقليم بييمونتي في إيطاليا.

## السكان
تطور النمو السكاني لـ بالزولا

## أعلام
- اينزو روزا